# Episodi di La famiglia Partridge (seconda stagione)
Negli Stati Uniti, la serie andò in onda sulla ABC dal 17 settembre 1971 al 17 marzo 1972.
| nº | Titolo originale                                                      | Titolo italiano | Prima TV USA      | Prima TV Italia |
| -- | --------------------------------------------------------------------- | --------------- | ----------------- | --------------- |
| 1  | Dora, Dora, Dora                                                      |                 | 17 settembre 1971 |                 |
| 2  | In 25 Words Or Less                                                   |                 | 24 settembre 1971 |                 |
| 3  | A Man Called Snake                                                    |                 | 1 ottobre 1971    |                 |
| 4  | The Undergraduate                                                     |                 | 8 ottobre 1971    |                 |
| 5  | Anatomy Of A Tonsil                                                   |                 | 15 ottobre 1971   |                 |
| 6  | Whatever Happened To Moby Dick?                                       |                 | 22 ottobre 1971   |                 |
| 7  | Dr. Jekyll And Mr. Partridge                                          |                 | 29 ottobre 1971   |                 |
| 8  | Days Of Acne And Roses                                                |                 | 5 novembre 1971   |                 |
| 9  | Tale of Two Hamsters                                                  |                 | 12 novembre 1971  |                 |
| 10 | The Forty-Year Itch                                                   |                 | 19 novembre 1971  |                 |
| 11 | I Can Get It For You Retail                                           |                 | 26 novembre 1971  |                 |
| 12 | Guess Who's Coming To Drive?                                          |                 | 10 dicembre 1971  |                 |
| 13 | Don't Bring Your Guns To Town, Santa                                  |                 | 17 dicembre 1971  |                 |
| 14 | Where Do Mermaids Go?"                                                |                 | 31 dicembre 1971  |                 |
| 15 | Home Is Where The Heart Was                                           |                 | 7 gennaio 1972    |                 |
| 16 | Fellini, Bergman, And Partridge                                       |                 | 14 gennaio 1972   |                 |
| 17 | Waiting For Bolero                                                    |                 | 21 gennaio 1972   |                 |
| 18 | I Am Curious...Partridge                                              |                 | 28 gennaio 1972   |                 |
| 19 | My Heart Belongs To A Two-Car Garage                                  |                 | 4 febbraio 1972   |                 |
| 20 | H-e-l-l-l-l-l-p!!!                                                    |                 | 11 febbraio 1972  |                 |
| 21 | Promise Her Anything, But Give Her A Punch                            |                 | 18 febbraio 1972  |                 |
| 22 | The Partridge Papers                                                  |                 | 3 marzo 1972      |                 |
| 23 | All's War In Love And Fairs                                           |                 | 10 marzo 1972     |                 |
| 24 | Who Is Max Ledbetter, And Why Is He Saying All Those Horrible Things? |                 | 17 marzo 1972     |                 |